# Casinaria affinis
Casinaria affinis là một loài tò vò trong họ Ichneumonidae.